# Lineodes furcillata
Lineodes furcillata là một loài bướm đêm trong họ Crambidae.